# Bad Sex in Fiction Award
Le Bad Sex in Fiction Award, dont on peut traduire le nom par « prix du mauvais sexe dans la fiction », est un prix littéraire britannique donné tous les ans à l'auteur qui a produit la pire description d'un acte sexuel dans un roman.
Le prix est représenté par un « trophée semi-abstrait représentatif de la vision de la sexualité dans les années 1950 » et qui représente une femme nue drapée dans un livre ouvert[réf. nécessaire]. Il a été présenté chaque année depuis 1993 par la Literary Review, un journal littéraire londonien. Le prix a été fondé par Rhoda Koenig, un critique littéraire, et Auberon Waugh, qui écrivait, à l'époque, dans la Literary Review.
L'objectif avoué est d'« attirer l'attention sur l'usage grossier, insipide et souvent routinier de passages redondants de description sexuelle dans le roman moderne, et de le décourager ».

## Lauréats
- 1993 : Melvyn Bragg, A Time to Dance
- 1994 : Philip Hook, The Stonebreakers
- 1995 : Philip Kerr, Gridiron
- 1996 : David Huggins, The Big Kiss: An Arcade Mystery
- 1997 : Nicholas Royle, The Matter of the Heart
- 1998 : Sebastian Faulks, Charlotte Gray
- 1999 : A. A. Gill, Starcrossed
- 2000 : Sean Thomas (pseudonyme de Tom Knox), Kissing England
- 2001 : Christopher Hart, Rescue Me
- 2002 : Wendy Perriam, Tread Softly
- 2003 : Aniruddha Bahal, Bunker 13
- 2004 : Tom Wolfe, I Am Charlotte Simmons
- 2005 : Giles Coren, Winkler
- 2006 : Iain Hollingshead, Twenty Something
- 2007 : Norman Mailer, The Castle in the Forest
- 2008 : Rachel Johnson, Shire Hell ; John Updike, pour l'ensemble de son œuvre (nommé pour cette édition avec The Widows of Eastwick)
- 2009 : Jonathan Littell, Les Bienveillantes[3]
- 2010 : Rowan Somerville, The Shape of Her
- 2011 : David Guterson, Ed King
- 2012 : Nancy Huston, Infrared
- 2013 : Manil Suri, The City of Devi[4]
- 2014 : Ben Okri, The Age of Magic[5]
- 2015 : Morrissey, List of the Lost (en)
- 2016 : Erri De Luca, Le jour avant le bonheur
- 2017 : Christopher Bollen, The Destroyers
- 2018 : James Frey, Katerina
- 2019 : Didier Decoin, Le Bureau des jardins et des étangs (The Office of Gardens and Ponds) et John Harvey, Pax[6]
- 2020 : Prix annulé en raison de la pandémie de COVID-19
- 2021 :
- 2022 :